# طولانی‌ترین روز ژاپن
طولانی‌ترین روز ژاپن (انگلیسی: Japan's Longest Day) یک فیلم جنگی است که موضوع اکثر حوادث فیلم در عرض ۲۴ ساعت، از ظهر ۱۴ اوت ۱۹۴۵، زمانی که امپراتور هیروهیتو تصمیم به تسلیم شدن به متفقین در جنگ جهانی دوم را گرفت تا ظهر ۱۵ اوت، ۱۹۴۵، هنگامی که پیام ضبط شده امپراتور مبنی بر تسلیم شدن برای مردم ژاپن پخش شد، می‌گذرد.

## بازیگران
- توشیرو میفونه در نقش وزارت ارتش ژاپن آنامی کوره‌چیکا
- چیشو ریو در نقش نخست‌وزیر ژاپن سوزوکی کانتارو
- تاکاشی شیمورا در نقش رئیس دفتر اطلاعات هیئت دولت هیروشی شیمومورا
- سو یامامورا در نقش وزارت نیروی دریایی (ژاپن) یونای میتسوماسا
- سیجی میاگوچی در نقش توگو شیگه‌نوری
- یوشیو کوسوگی در نقش وزارت بهداشت، کار و رفاه اوکادا تاداهیکو
- ایدا کاکوزو در نقش وزیر امور خارجه ژاپن تویودا تیجیرو
- اتسوئوچی تاکاهاشی در نقش ایدا ماساتاکا
- توشیئو کوروساوا در نقش هاتاناکا کنجی
- روکو توئورا در نقش ماتسوموتو شون‌ایچی
- تاتسویا ناکادای در نقش راوی
- ماتسوموتو هاکوئو اول (ظاهر خاص) در نقش هیروهیتو